# Vespita woolleyi
Vespita woolleyi är en stekelart som beskrevs av Boucek 1993. Vespita woolleyi ingår i släktet Vespita och familjen puppglanssteklar. Inga underarter finns listade i Catalogue of Life.